# لوچو مونتانارو
لوچو مونتانارو (ایتالیایی: Lucio Montanaro؛ زادهٔ ۲۲ ژوئن ۱۹۵۱) بازیگر اهل ایتالیا است.

## گزیدهٔ نقش‌آفرینی‌ها
- اگر انجامش بدی، توی دردسر می‌افتی (۲۰۱۱)
- یک هفته کنار دریا (۱۹۸۱)
- تمام آنچه باید آشکار شود (۱۹۸۱)
- خانم دکتر ملوانان را بیشتر می‌پسندد (۱۹۸۱)
- خانم دکتر رفته پیش جناب سرهنگ! (۱۹۸۰)
- یک زن، دو دوست، چهار عاشق (۱۹۸۰)
- پرستار شب (۱۹۷۹)
- خانم پرستار در تیمارستان نظامی (۱۹۷۹)
- خانم معلم به دبیرستان پسرانه می‌رود (۱۹۷۸)
- معلم مدرسه در خانه (۱۹۷۸)
- دخترک سرباز در مانورهای بزرگ نظامی (۱۹۷۸)
- دخترک سرباز در دیدار نظامی (۱۹۷۷)
- خانم دکتر بیمارستان ارتش (۱۹۷۶)